# Plesiocystiscus myrmecoon
Plesiocystiscus myrmecoon är en snäckart som först beskrevs av Dall 1919.  Plesiocystiscus myrmecoon ingår i släktet Plesiocystiscus och familjen Cystiscidae. Inga underarter finns listade i Catalogue of Life.